# Niekończąca się opowieść II: Następny rozdział
Niekończąca się opowieść II: Następny rozdział (ang. The NeverEnding Story II: The Next Chapter, niem. Die unendliche Geschichte II – Auf der Suche nach Phantásien) – anglojęzyczny film fantasy produkcji niemieckiej z 1990 roku w reżyserii George’a Millera. Film jest sequelem produkcji z roku 1984 Niekończąca się opowieść, a jedynym aktorem, który wystąpił zarówno w pierwszej jak i drugiej części był Thomas Hill grający postać Koreandera.

## Fabuła
Bohaterem filmu jest Bastian, który przenosi się do świata magicznej książki. Zaczyna wierzyć, że jest częścią historii, w której świat – „Fantazja” potrzebuje pomocy. Bastian musi ocalić ją przed intrygami złej czarownicy i odkryć w sobie odwagę, której brak mu w prawdziwym życiu.

## Obsada
- Jonathan Brandis – Bastian Bux
- Kenny Morrison – Atreyu
- Clarissa Burt – Xayide
- John Wesley Shipp – Barney Bux
- Martin Umbach – Nimbly
- Alexandra Johnes – Cesarzowa Fantazji
- Thomas Hill – pan Koreander
- Helena Michell – matka Bastiana
- Christopher Burton – Trzy Twarze
- Claudio Maniscalco – Lavaman
- Patricia Fugger – Instrument Spinster
- Colin Gilder – Pożeracz Skał Junior
- Birge Schade – Windbride
- Frank Lenart – trener
- Andreas Borcherding – Mudwart
- Rob Morton – policjant